# Ronde van Catalonië 2001
De 81ste editie van de Ronde van Catalonië (Catalaans: Volta a Catalunya) werd gehouden van 21 juni tot en met 28 juni 2001 in de gelijknamige autonome regio in Spanje. Dit rittenkoers telde acht etappes en ging over een afstand van 1009,3 kilometer. 

## Etappeoverzicht
| etappe | datum   | start               | finish                    | afstand  | winnaar           | klassementsleider |
| ------ | ------- | ------------------- | ------------------------- | -------- | ----------------- | ----------------- |
| 1e     | 21 juni | Sabadell            | Sabadell                  | 24,4 km  | ONCE-Eroski       | Marcos Serrano    |
| 2e     | 22 juni | Sabadell            | Blanes                    | 173,5 km | Max van Heeswijk  | Marcos Serrano    |
| 3e     | 23 juni | Blanes              | L'Hospitalet de Llobregat | 148,6 km | Romāns Vainšteins | Santos González   |
| 4e     | 24 juni | Barcelona           | Barcelona                 | 115,8 km | Joseba Beloki     | Marcos Serrano    |
| 5e     | 25 juni | La Granada          | Vila Seca                 | 178,2 km | Óscar Laguna      | Marcos Serrano    |
| 6e     | 26 juni | Les Borges Blanques | Boi Taull                 | 184,2 km | Ivan Gotti        | Igor González     |
| 7e     | 27 juni | Taull               | Els Cortals D'Encamps     | 176,1 km | Daniele De Paoli  | Igor González     |
| 8e     | 28 juni | Sant Julià de Lòria | Alt de la Rabassa         | 13,9 km  | Joseba Beloki     | Joseba Beloki     |

## Eindklassementen

### Algemeen klassement
| Plaats | Naam                   | Ploeg                 | Tijd      |
| ------ | ---------------------- | --------------------- | --------- |
|        | Joseba Beloki          | ONCE-Eroski           | 26u40'14" |
| 2      | Igor González          | ONCE-Eroski           | + 33"     |
| 3      | Fernando Escartin      | Team Coast            | + 41"     |
| 4      | Aitor González Jiménez | Kelme-Costa Blanca    | + 1' 44"  |
| 5      | Óscar Sevilla          | Kelme-Costa Blanca    | + 3' 03"  |
| 6      | Eladio Jiménez         | iBanesto.com          | + 3' 04"  |
| 7      | Haimar Zubeldia        | Euskaltel-Euskadi     | + 3' 40"  |
| 8      | Marzio Bruseghin       | iBanesto.com          | + 3' 57"  |
| 9      | Unai Osa               | iBanesto.com          | + 5' 11"  |
| 10     | Juan Antonio Flecha    | Col.Relax-Fuenlabrada | + 5' 28"  |

### Bergklassement
| Plaats    | Naam             | Ploeg                   | Punten |
| --------- | ---------------- | ----------------------- | ------ |
| Rode trui | Félix Cárdenas   | Kelme-Costa Blanca      | 105    |
| 2         | Daniele De Paoli | Mercatone Uno-Stream TV | 80     |
| 3         | Joseba Beloki    | ONCE-Eroski             | 46     |

### Puntenklassement
| Plaats     | Naam                   | Ploeg              | Punten |
| ---------- | ---------------------- | ------------------ | ------ |
| Witte trui | Joseba Beloki          | ONCE-Eroski        | 74     |
| 2          | Aitor González Jiménez | Kelme-Costa Blanca | 61     |
| 3          | Fernando Escartin      | Team Coast         | 54     |

### Sprintklassement
| Plaats      | Naam           | Ploeg                    | Punten |
| ----------- | -------------- | ------------------------ | ------ |
| Blauwe trui | Carlos Golbano | Jazztel-Costa de Almería | 8      |
| 2           | César García   | Col.Relax-Fuenlabrada    | 7      |
| 3           | Ivan Gotti     | Alessio                  | 4      |

### Ploegenklassement
| Plaats | Ploeg              | Tijd      |
| ------ | ------------------ | --------- |
|        | iBanesto.com       | 80u06'44" |
| 2      | ONCE-Eroski        | + 21"     |
| 3      | Kelme-Costa Blanca | + 3' 59"  |

1911 · 1912 · 1913 · 1914-1919 · 1920 · 1921-1922 · 1923 · 1924 · 1925 · 1926 · 1927 · 1928 · 1929 · 1930 · 1931 · 1932 · 1933 · 1934 · 1935 · 1936 · 1937 · 1938 · 1939 · 1940 · 1941 · 1942 · 1943 · 1944 · 1945 · 1946 · 1947 · 1948 · 1949 · 1950 · 1951 · 1952 · 1953 · 1954 · 1955 · 1956 · 1957 · 1958 · 1959 · 1960 · 1961 · 1962 · 1963 · 1964 · 1965 · 1966 · 1967 · 1968 · 1969 · 1970 · 1971 · 1972 · 1973 · 1974 · 1975 · 1976 · 1977 · 1978 · 1979 · 1980 · 1981 · 1982 · 1983 · 1984 · 1985 · 1986 · 1987 · 1988 · 1989 · 1990 · 1991 · 1992 · 1993 · 1994 · 1995 · 1996 · 1997 · 1998 · 1999 · 2000 · 2001 · 2002 · 2003 · 2004 · 2005 · 2006 · 2007 · 2008 · 2009 · 2010 · 2011 · 2012 · 2013 · 2014 · 2015 · 2016 · 2017 · 2018 · 2019 · 2020 · 2021 · 2022 · 2023 · 2024 · 2025